# Герб Белорусской ССР
Герб Белорусской ССР (бел. Герб Беларускай ССР) — государственный символ Белорусской Советской Социалистической Республики. Герб Белорусской ССР базируется на гербе Советского Союза. Был принят 30 марта 1927 года на заседании Совнаркома БССР. 11 апреля 1927 года рисунок государственного герба БССР и его описание были приняты VIII съездом Советов БССР и внесены в Конституцию. Последняя редакция герба была утверждена в 1981 году.

## Описание
Из статьи 167 Конституции Белорусской ССР 1978 г. (в редакции 25 августа 1991 года):

Государственный герб Белорусской Советской Социалистической Республики представляет собой изображение в лучах восходящего солнца серпа и молота, окружённых венком, состоящим слева из ржаных колосьев, переплетённых клевером, и справа — из ржаных колосьев, переплетённых льном; внизу между обеими половинами венка находится часть земного шара. Обе половины венка перевиты красной лентой, на которой помещены надписи на белорусском и русском языках: «Пролетарии всех стран, соединяйтесь!», и ниже — «БССР». В верхней части герба — пятиконечная звезда.

19 сентября 1991 года данное описание было исключено из белорусской конституции.

## История герба

Герб БССР 1919 года

Герб ССРБ 1919 года

Герб БССР 1920 года

Конституция ССРБ 1919 г. в ст. 31 описывала герб Советской Белоруссии:

золотые серп и молот на красном фоне в лучах восходящего солнца, вокруг — венец из колосьев и надписи: «Социалистическая Советская Республика Белоруссия» и «Пролетарии всех стран, соединяйтесь!».

Фактически это было описание герба РСФСР с заменой названия республики.
В 1924 году Секретариат ЦИК Белорусской ССР объявил конкурс на лучший проект государственного герба республики. Он должен был отразить природные и хозяйственные особенности Беларуси, её неразрывную связь с Советским Союзом. 22 октября 1924 года были приняты основные положения о гербе. 24 ноября 1926 года СНК БССР, рассмотрев представленные проекты герба, предложил наркомпросу доработать проект. В частности, красную ленту рекомендовалось сделать с белыми краями "в белорусском стиле", т. е. практически цветов флага БНР. 27 декабря 1926 года СНК БССР признал удачным рисунок герба, выполненный руководителем Белорусского художественного техникума Витебска Валентином Викторовичем Волковым. В проекте лента, обвивающая колосья и ветвь дуба, была с белой каймой. Комиссия нашла это «излишним» и оставила только чисто красную ленту.
В постановлении Совнаркома было сказано:

Принять проект государственного герба БССР, который состоит из изображения на красном фоне в лучах восходящего солнца серпа и молота, помещенных крест-накрест рукоятками книзу и окруженных венком, состоящим слева из ржаных колосьев, перевитых клевером, и справа − из дубовой ветки; снизу — между обеими половинами венка находится часть земного шара с территорией Белорусской ССР. Обе половины венка перевиты красной лентой, на которой помещены надписи на четырех языках: «Пролетарии всех стран, соединяйтесь!» − и ниже «Б. С. С. Р.» Наверху герба — пятиконечная звезда.

В таком виде проект был утвержден на VIII Всебелорусском съезде Советов в 1927 году. В выступлении первого секретаря ЦК КП(б)Б А.И. Крыницкого подчеркивалось, что государственный герб БССР имеет «характер шрифта беларуского языка в стиле Скорины».
Текст девиза на белорусском языке с 1927 года выглядел как: «Пралятары ўсіх краін, злучайцеся!» (до 1927 года было: «Пролетарыі ўсіх краёў, злучайцеся!»).
Число лучей восходящего солнца на гербе БССР — семь — не было случайным: «Лучи восходящего солнца разделены на 7 одинаковых пучков, эти 7 пучков означают то, что герб утверждается в 7-ю годовщину укрепления советской власти в БССР после освобождения ее от белополяков». Такое количество лучей сохранялось до 1938 года.
Согласно Конституции, принятой XI съездом Советов БСС 19 февраля 1937 года, геральдическая аббревиатура республики «Б. С. С. Р.» стала расшифровываться как Белорусская Советская Социалистическая Республика. 5 апреля 1937 года постановлением Президиума ЦИК БССР «О государственном гербе и флаге БССР» было закреплено официальное изображение герба. С 1937 года девиз стал звучать: «Пролетарыі ўсіх краін, еднайцеся!».
В августе 1938 года был утверждён новый вариант герба БССР, в соответствии с рекомендациями Комиссии при Президиуме ВС СССР девиз стал изображаться лишь на двух языках: белорусском и русском (убрали надписи на польском и на идиш), дубовая ветвь была заменена колосьями ржи, переплетёнными льном. Рисунок переработал В. В. Волков. Указом Президиума ВС БССР от 20 ноября 1938 года был уточнён перевод на белорусский язык девиза, он стал читаться как: «Пролетарыі ўсіх краін, еднайцеся!», также были внесены поправки в рисунок (изменена группировка солнечных лучей).
К 30-летию БССР народным художником Советского Союза Иваном Дубасовым был разработан новый, слегка изменённый проект герба. Лён на гербе стал изображаться не с коробочками, а с цветами. С 1956 года аббревиатура названия республики не разделяется точками (на марках с 1949 года). 28 февраля 1958 года Президиум Верховного Совета БССР принял Указ об очередном уточнении белорусского текста девиза, с тех пор он выглядит как: «Пралетарыі ўсіх краін, яднайцеся!».
Последнее уточнение герба БССР последовало в 1981 году, тогда были незначительно изменён рисунок цветов льна и солнечных лучей. Цвет серпа и молота стал золотым вместо серебряного.
19 сентября 1991 года был заменён на герб «Погоня», в прошлом — герб Великого княжества Литовского и БНР.
Современный герб Белоруссии, принятый на референдуме 1995 года, основывается на гербе БССР с заменой изображения серпа и молота на контуры Белоруссии, и замены слов «Пролетарии всех стран, Соединяйтесь!» на белорусский флаг.

## Галерея

Герб ССРБ 1919—1922 г. Рисунок скопирован с герба РСФСР 1918 г.
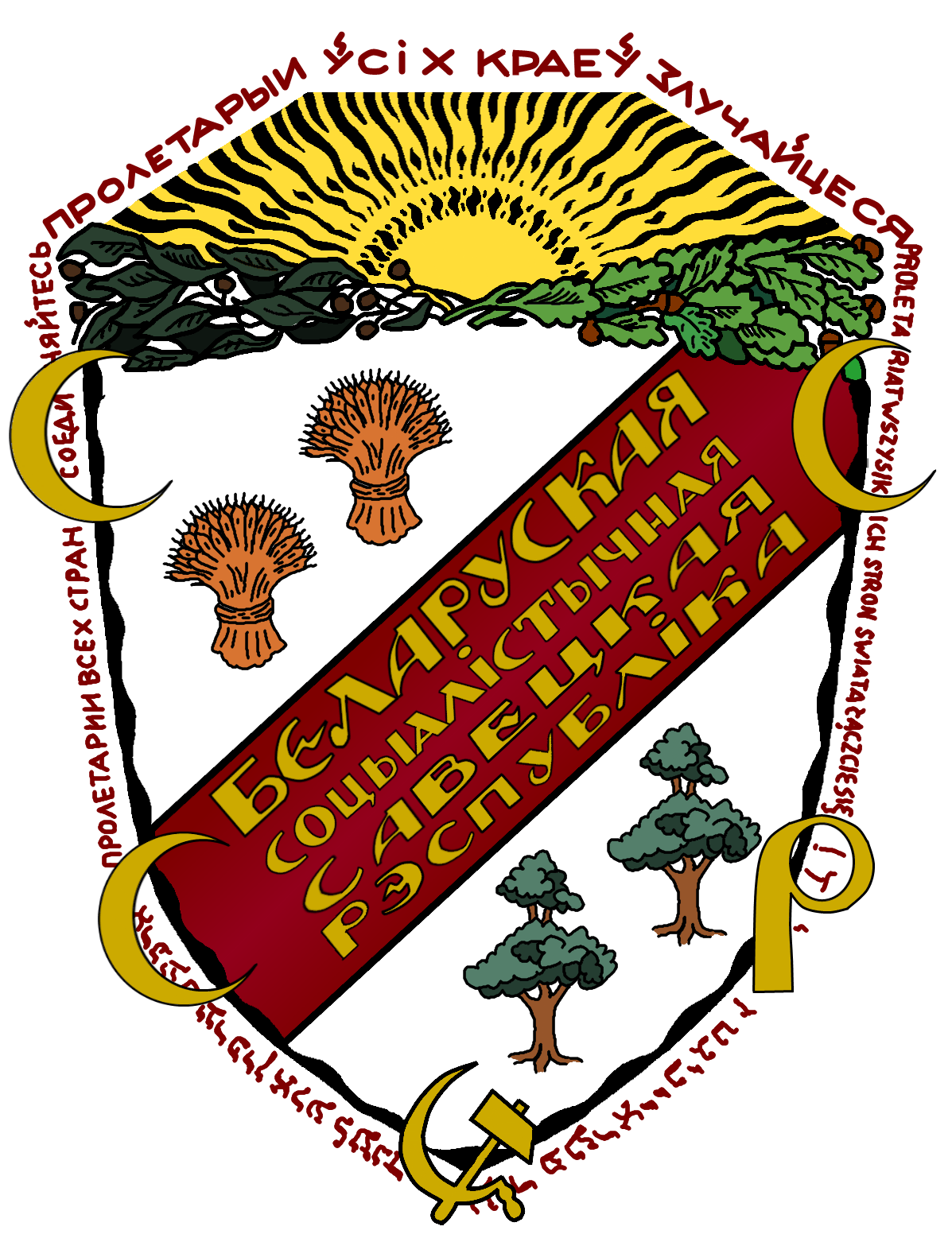
Проект герба БССР, предложенный Г. Змудинским, 1924 г.
Герб 1927—1937 гг. Девиз «Пролетарии всех стран, соединяйтесь!» на четырёх языках — белорусском, русском, польском и идише.
Герб БССР, 1937—1938 гг. Ржаные колоски стали толще, серп и молот — серебряными.
Герб БССР 1938—1949 гг. Исчезли девизы на польском языке и идише. Лён изображен в виде коробочек с семенами.
Герб БССР 1949—1958 гг. Лён стал цветущим.
Герб БССР, 1958—1981 гг. Последний раз уточнялись слова «пралетарыі» и «яднайцеся».
Герб БССР, 1981—1991 гг. Серп и молот стали золотыми.
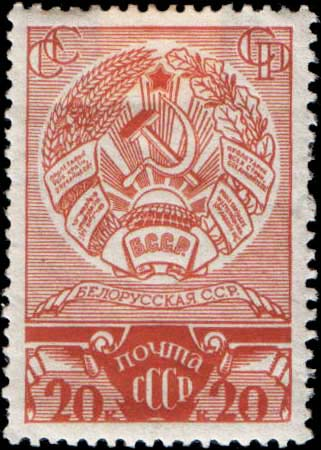
Почтовая марка СССР, 1938 год